# 斯基圖杜卡鄉
47°2′N 27°46′E / 47.033°N 27.767°E
斯基圖杜卡鄉（羅馬尼亞語：Comuna Schitu Duca, Iași），是羅馬尼亞的鄉份，位於該國東北部，由雅西縣負責管轄，面積120平方公里，海拔高度187米，2007年人口4,476，人口密度每平方公里37人。